# Ložnice (Rogoznica)
Ložnice falu Horvátországban Šibenik-Knin megyében. Közigazgatásilag Rogoznicához tartozik.

## Fekvése
Šibeniktől légvonalban 20, közúton 30 km-re délkeletre, községközpontjától légvonalban 6, közúton 12 km-re északkeletre, Dalmácia középső részén fekszik.

## Története
2001-ben a ma Primoštenhez tartozó Ložnicétől való szétválással keletkezett. A település lakossága 2011-ben 22 fő volt.

## Lakosság
| Lakosság változása | Lakosság változása | Lakosság változása | Lakosság változása | Lakosság változása | Lakosság változása | Lakosság változása | Lakosság változása | Lakosság változása | Lakosság változása | Lakosság változása | Lakosság változása | Lakosság változása | Lakosság változása | Lakosság változása | Lakosság változása |
| ------------------ | ------------------ | ------------------ | ------------------ | ------------------ | ------------------ | ------------------ | ------------------ | ------------------ | ------------------ | ------------------ | ------------------ | ------------------ | ------------------ | ------------------ | ------------------ |
| 1857               | 1869               | 1880               | 1890               | 1900               | 1910               | 1921               | 1931               | 1948               | 1953               | 1961               | 1971               | 1981               | 1991               | 2001               | 2011               |
| 0                  | 0                  | 125                | 158                | 179                | 171                | 0                  | 0                  | 216                | 234                | 211                | 186                | 145                | 89                 | 32                 | 22                 |

(1953-tól 1971-ig Donje Ložnice néven. 1857-ben, 1869-ben, 1921-ben és 1931-ben lakosságának egy részét Rogoznicához, más részét Primoštenhez, 1948-ban egy részét Primoštenhez számították. 1880 és 1910 között településrészként tartották nyilván. Az adatok 1880-tól 1910-ig és 1953-tól 1991-ig, valamint részben 1948-ban a ma Primoštenhez tartozó Ložnice adatait is tartalmazzák.)